# Hans Adolf Krebs
Hans Adolf Krebs (25. srpna 1900 – 22. listopadu 1981) byl německý, později anglický lékař a biochemik. Proslavil se popsáním tzv. cyklu kyseliny citrónové, známého také pod názvem Krebsův cyklus, klíčového sledu reakcí v energetickém metabolismu buňky.

## Život
Narodil se v Hildesheimu v Německu, Almě a Georgovi Krebsovým. Jeho otec, Georg, byl ušním, nosním a krčním chirurgem. Hans studoval medicínu na univerzitě v Göttingenu a také na univerzitě ve Freiburgu v letech 1918–1923. V roce 1925 získal titul Ph.D. na univerzitě v Hamburku. Poté odešel do Berlína, kde po jeden rok studoval chemii a kde se stal asistentem Otty Warburga v biologickém ústavu Kaiser Willhelm Institute do roku 1930. Pak se vrátil k lékařství do nemocnice v Altoně a pak na lékařskou kliniku na univerzitě ve Freiburgu, kde vedl výzkum a objevil močovinový cyklus.
Protože byl židovského původu, bylo mu zakázáno provozovat lékařskou praxi a v roce 1933 byl nucen emigrovat do Anglie. Zde byl pozván do Cambridge, kde pracoval v biochemické laboratoři pod vedením Sira Fredericka Gowlanda Hopkinse (1861–1947). Krebs se stal profesorem biochemie na univerzitě v Sheffieldu v roce 1945. Krebsův zájem o meziprodukty metabolismu vyústil v roce 1932 k objevení močovinového cyklu a v roce 1937 k objevení citrátového cyklu.
V roce 1953 byl oceněn Nobelovou cenou za fyziologii a medicínu za „objevení citrátového cyklu“.
Byl také oceněn čestným členstvím na Girton College na univerzitě v Cambridge roku 1979.
H. A. Krebs zemřel v Oxfordu v roce 1981. Jeho syn, John Krebs, je také významným vědcem.

## Časová osa
- 1900 – Narozen v Hildesheimu v Německu.
- 1918 – Nastoupil studium medicíny.
- 1923 – Dokončil studium medicíny.
- 1925 – Získal titul Ph.D. na univerzitě v Hamburku.
- 1932 – Objev močovinového cyklu.
- 1933 – Emigroval do Anglie.
- 1937 – Identifikace cyklu kyseliny citronové nebo také „Krebsova cyklu“.
- 1945 – Stal se profesorem na univerzitě v Sheffieldu.
- 1953 – Získal Nobelovu cenu za fyziologii a medicínu.
- 1958 – Pasován na rytíře.
- 1981 – Zemřel v Oxfordu v Anglii.